# 重炮
重炮，也称双炮，閩南語稱雙炮軍，象棋中的杀招。两炮与对方将（帅）并线，前炮成为后炮的炮架，如对方以任何棋子阻挡，则又被前炮照将。
被将军的一方除把将（帅）移开避将之外，亦可在双炮之间填子破解，亦可把对方後炮吃掉，用帅（将）把对方前炮吃掉。